# Figueroles (Seva)
Figueroles és una masia gòtica de Seva (Osona) inclosa a l'Inventari del Patrimoni Arquitectònic de Catalunya.

## Descripció
Gran casal gòtic amb finestrals del segle xv i modificat segles més tard. L' edificació està formada per tres parts: una amb teulada a una vessant, que seria la més alta; una segona amb teulada amb dues vessants i la tercera conformada per una torre de defensa del segle xvi que té una capella a la seva base. La capella de sota la torre té un angelot a la porta d' entrada, i la torre de defensa és de tres pisos.

## Història
La casa de Figueroles està situada a l'antic domini de Valldoriola, cedit a Ripoll el 1010. La trobem esmentada en el cens general de Catalunya del 1626 (conegut sols a la comarca d' Osona), en el Capbreus i Llevadors de Rendes del 1736-84 i en el Nomenclàtor de la província de Barcelona del 1860.
Els amos del mas, residents a Barcelona, posseeixen documentació que es remunta al segle xiii.